# 蘭德勒
蘭德勒（德語：Ländler）是一種3/4拍的民俗舞蹈，在18世紀末風行於奧地利、德國南部（巴伐利亚、巴符）和瑞士德語區。這是一種雙人舞蹈，特色是具有輕躍和踏步。有時舞蹈只會有樂器演奏及人聲歌唱，歌唱的特色是約德爾唱法。
當此舞蹈在十九世紀風行全歐洲後，蘭德勒的動作為了更快更優雅，男人們脫掉了農作時所穿的靴子來配合舞蹈。蘭德勒也被視為是華爾茲的前身，一般認為華爾茲是由蘭德勒舞型演變而來的。音樂上，蘭德勒以二小節為一個單元，第一、第三拍的節拍清楚強烈，同舞者踏步一般。
一些古典作曲家寫過蘭德勒的作品或將蘭德勒融入到作品中，這些作曲家包括貝多芬、舒伯特和安東布魯克納。馬勒在他的第一、第三、第六交响曲中以蘭德勒取代詼諧曲。
在電影真善美中，有一幕是主角瑪麗亞和蓋魯克·馮·崔普上校跳蘭德勒；然而，電影中的舞蹈並不是傳統蘭德勒舞型，而是修改過的舞型。